# Borghallet
Borghallet (norwegisch für Burgstieg) ist eine 160 km² große und leicht ansteigende Hochebene im ostantarktischen Königin-Maud-Land. Sie liegt nördlich des Bergs Borga und ist Teil des Borg-Massivs.
Norwegische Kartografen, die sie deskriptiv in Verbindung mit der Benennung des benachbarten Bergs benannten, kartierten sie anhand von Vermessungen und Luftaufnahmen der Norwegisch-Britisch-Schwedischen Antarktisexpedition (1949–1952).